# 서강 (중국)
서강(중국어: 西江, 병음: Xī Jiāng, 표준어: 시장강)은 중화인민공화국 남부 주강의 서쪽 지류이다.
서강은 광시 좡족 자치구로부터 윈난성으로 들어가는 입구에서 시작된다. 동쪽으로 광둥성을 통과해 주강 삼각주로 흘러든다. 주 강의 또다른 두 개의 지류로 동강과 북강이 있다. 서강의 많은 부분은 항해가 가능하다. 서강은 중화인민공화국 남부의 교역 수로로 삼각주의 도시들과 내륙을 연결한다. 가장 큰 지류로써 유량은 중화인민공화국에서 장강에 이어 2위이다. 광시, 광둥, 마카오의 많은 곳에 물을 공급한다.

## 지류
| 서강 하계표     | 서강 하계표     | 서강 하계표 | 서강 하계표 | 서강 하계표 |
| --------------- | --------------- | ----------- | ----------- | ----------- |
|                 |                 |             | 贺江 허강   | 西江 서강   |
|                 |                 | 漓江 리장강 | 桂江 구이강 | 西江 서강   |
| 北盘江 베이판강 | 红水河 훙수이허 | 黔江 첸강   | 浔江 쉰강   | 西江 서강   |
| 南盘江 난판강   | 红水河 훙수이허 | 黔江 첸강   | 浔江 쉰강   | 西江 서강   |
| 融江 룽강       | 柳江 류강       | 黔江 첸강   | 浔江 쉰강   | 西江 서강   |
| 龙江 룽강       | 柳江 류강       | 黔江 첸강   | 浔江 쉰강   | 西江 서강   |
| 右江 유강       | 邕江 융강       | 郁江 위강   | 浔江 쉰강   | 西江 서강   |
| 左江 쭤강       | 邕江 융강       | 郁江 위강   | 浔江 쉰강   | 西江 서강   |

## 주요 도시
- 우저우
- 자오핑
- 가오야오
- 가오밍
- 장먼